# Wayne Naus
Wayne Naus (Berwick, 20 november 1947) is een Amerikaanse jazz-trompettist, componist, arrangeur en bigband-leider.
Naus, zoon van een amateur-trompettist, begon rond zijn dertiende met trompet spelen. Hij luisterde in die tijd naar musici als Al Hirt en Maynard Ferguson. Op highschool speelde hij in een marching-band. Tijdens zijn dienst in de marine speelde hij in een jazzband aan de Navy School of Music in Norfolk. Hierna studeerde hij enige tijd aan Berklee College of Music in Boston. Hij onderbrak zijn studie om te toeren met de bands van Buddy Rich, Maynard Ferguson en Lionel Hampton, maar pakte zijn studie daarna weer op en studeerde in 1976 af. Naus werd door Berklee aangenomen als docent en de trompettist zou aan het conservatorium tot 2010 verbonden zijn, in latere jaren als associate professor en als leider van het Berklee Tower of Power Ensemble en Moksha. Met het Berklee Tower of Power Ensemble bracht Naus muziek van de groep Tower of Power. Hij speelde jarenlang in de band van Leon Merian en in 1998 toerde hij met de bigband van Arturo Sandoval. Tevens had Naus zijn eigen bands, waaronder The Big Band Express (geleid met trompettist Greg Hopkins) en het Latin jazz-octet Heart & Fire. Met de Latin-band toerde hij met succes in Rusland. Op het Highland Jazz Festival, waar Naus een regelmatige gast was, bracht hij in 1998 met een kleine groep een ode aan Clifford Brown.
Naus heeft opgetreden met onder andere Frank Sinatra, Mel Tormé, Ella Fitzgerald, Tony Bennett, Nathalie Cole en Gary Burton. Hij is te horen op albums van Buddy Rich, Maggi Scott, Stan Kenton ('live' in 1973) en Gail Wynters.
De trompettist heeft een zestal theorieboeken op zijn naam staan.

## Discografie
- Born on the Road (The Big Band Express), DigBigBand Records
- Chase the Fire (Heart & Fire)

## Boeken
- Beyond Functional Harmony, Advance Music, 1998
- Berklee Today "Key Areas", 1999
- Berklee Today "Modulation", 2004
- Berklee Today "Creating Melody Driven Chord Progression", 2006
- Berklee Today "Approaching Nonfunctional Harmony", 2007
- Advanced Harmonic Concepts, Advance Music, 2009

- Touch the Spirit-Every Trumpeter's Required Repertoire (sheetmusic en cd),